# 阿部孝
阿部 孝（あべ たかし、1895年8月22日- 1984年）は、英文学者、高知大学名誉教授。
岩手県花巻川口町（現：花巻市）出身。
現在の花巻市鼬弊（いたちべい）にある稲荷神社神主の家に生まれる。花城尋常小学校（現・花巻市立花巻小学校）から旧制岩手県立盛岡中学校に進学。小学校では宮沢賢治より1学年上、中学校では同窓で、中学時代には親交を結んだ。賢治が詠んだ短歌には「這ひ松のなだらを行きて息吐ける 阿部のたかしは がま仙に肖る」という一首がある。
第一高等学校を経て、東京帝国大学英文科卒、旧制高知高等学校教授、戦後高知大学教授、学長を務めた。1966年『ばら色のばら』で日本エッセイストクラブ賞受賞。
英国演劇が専門。

## 著書
- 『英国劇講話』三省堂 1929
- 『ゴオルズワアジィ』研究社英米文学評伝叢書 1933
- 『バリィ』研究社英米文学評伝叢書 1935
- 『英国戯曲史』研究社英米文学語学講座 1942
- 『甘口辛口 随筆』同学社 1956
- 『ばら色のばら 随筆』高知新聞社 1965